# Pterygogramma
Pterygogramma is een geslacht van vliesvleugeligen uit de familie Trichogrammatidae. De wetenschappelijke naam van dit geslacht is voor het eerst geldig gepubliceerd in 1906 door Perkins.

## Soorten
Het geslacht Pterygogramma omvat de volgende soorten:
- Pterygogramma acuminata Perkins, 1906
- Pterygogramma breviclavatum Lin, 1994
- Pterygogramma dubium Girault, 1912
- Pterygogramma hallami Girault, 1920
- Pterygogramma longius Lin, 1994
- Pterygogramma marquesi (Brèthes, 1928)
- Pterygogramma membraciphagum Viggiani, 1992
- Pterygogramma pallidipes (Girault, 1915)
- Pterygogramma postmarginale Girault, 1929
- Pterygogramma rotundum Lin, 1994
- Pterygogramma semifuscipenne Girault, 1912
- Pterygogramma tingoorae Girault, 1929